# Torped 41
Torped 41 (410/411) var första generationen av en ny lätt torped för ubåtsjakt från 1963, som därefter vidareutvecklades i många olika varianter för Svenska flottan, bl.a. Torped 43 år 1988.

## Prestanda
Torpeden hade en diameter på 40 cm.
Som efterträdare togs basmodellen Torped 42 fram av Saab Bofors Dynamics för både svenska flottan och export. I mitten av 1983 kom torped 422 för att avfyras från huvudsakligen helikoptrar i försvarssyfte.
(Samtidigt med tung Torped 617) utvecklades under åren 1983-1987 också lätt universaltorped Torped 427 för både olika vapenplattformar och mål, med både avancerad trådstyrning och målsökning. Torped 427 fanns bl.a. på fartyget HMS Stockholm 1991.

### Torped 42 (polska wiki-versionen)
Eldriven Tp 42 infördes 1975.
I slutet av 1960-talet infördes torpeden Tp 41 i beväpningen av den svenska flottan, det var en elektrisk torped med en ovanlig kaliber på 400 mm, avsedd för bekämpning mot ubåtar. I mitten av 80-talet ersattes den med torpedon Tp 42. Den nya torpedon höll kalibern på 400 mm, men tack vare modifieringen av ledningssystemet var det ett universellt vapen som kunde engagera både undervattens (aktiv vägledning) och yta (passiv vägledning). Torpedon kunde styras av tråd från avfyraren eller så kan den styras oberoende. Enheten tillhandahölls av en elmotor som drivs av ett silver-zinkbatteri.
Tp 42 tillverkades i versionerna Tp 421, Tp 422 och Tp 423 avsedda för den svenska flottan, och exportversion Tp 427. Den kunde transporteras av ubåtar, ytfartyg och helikoptrar. Längd 2,44 m och vikt 251 kg. Laddning på 45 kg (HE). Räckvidd 10 km vid 25 knop.
(Referens - Andrzej Kiński. Nya svenska torpeder. "Ny militär teknik". 1996. Nr 1. sid 42-43. ISSN 1230-1655.)

### Torped 43 (polska wiki-versionen)
Torped 43 med två trebladiga propellrar och silver-zink-batteridriven elmotor kom 1987 med målsökare optimerad för att bekämpa ubåtar i grunda vatten. Målsökaren var passiv/aktiv och speciellt anpassad för att hantera olika ljudreflektioner från vattentemperaturer och salthalter i olika skikt, samt andra störningar. Via trådstyrningen kunde torpedens djup, hastighet, kurs och mål ändras. Längd 2,6 m och vikt 298 kg. Räckvidd 10 km vid 30 knop. Senare utvecklades också exportversionen Tp 43X0.
1990 började utvecklingen av en ny torped  ursprungligen betecknad Tp 43X2, sedermera Torped 45/Tp 45. (Referens - Andrzej Kiński. Nya svenska torpeder. "Ny militär teknik". 1996. Nr 1. ss 42-43. ISSN 1230-1655.)
Torped 432 fanns som längre 350 kg-version med större batteri för längre räckvidd (30 km) och högre hastighet (35 knop).

## Export
Japan hade Torped 42 på sina helikoptrar 1985. Torped 431/432 exporterades med beteckningen Torped 43X0 i olika specifikationer - 2,6 m eller 2,85 m lång, alla med trådstyrning. Totalvikt 280-350 kg. Laddning i stridsspets på 45 kg. Tre hastigheter - 15, 25 och 35 knop. Räckvidd - 30, 20 eller 10 km.

## Ändrade beteckningar och uppgraderingar på äldre torpeder
Fram till början av 50-talet hade svenska torpeder M/-beteckning. Under 50-talet ändrades dessa för jagartorpeder till JB x (JB 1,2,3,3 Tore,4,7) och för ubåtstorpeder till UA x (UA 1,3,4,5,7 samt UA A (U42), UA-F). På slutet av 60-talet ändrades beteckningarna igen. Ytfartygens torped JB 7 benämndes istället Torped 14 (141, 142). Dessa var 53 cm. Ubåtarnas torped UA 7 benämndes istället till Torped 27 (271, 272). Dessa var också 53 cm.
Flera av de äldre torpederna byggdes under 50- och 60-talen om för fjärrstyrning med tråd och försågs med avståndsverkande stridsspetsar.